# Foss (fiume)
Il Foss è un fiume del North Yorkshire, in Inghilterra,  affluente in sinistra orografica dell'Ouse.

## Geografia
Il Foss ha la sua sorgente nelle Howardian Hills, non lontano dal villaggio di Oulston. Da lì segue un corso, orientato verso sud, per 31 km passando attraverso i villaggi di Stillington, Strensall, Haxby e Earswick, prima di immettersi nell'Ouse nella città di York.
Il fiume è protetto dagli straripamenti dell'Ouse al livello della confluenza dalla barriera Foss che impedisce il risalire dell'acqua e protegge i quartieri di York bagnati dal Foss.